# Cuillère à café
Pour les articles homonymes, voir Cuillère (homonymie).
 (avril 2022).
Si vous disposez d'ouvrages ou d'articles de référence ou si vous connaissez des sites web de qualité traitant du thème abordé ici, merci de compléter l'article en donnant les références utiles à sa vérifiabilité et en les liant à la section « Notes et références ».

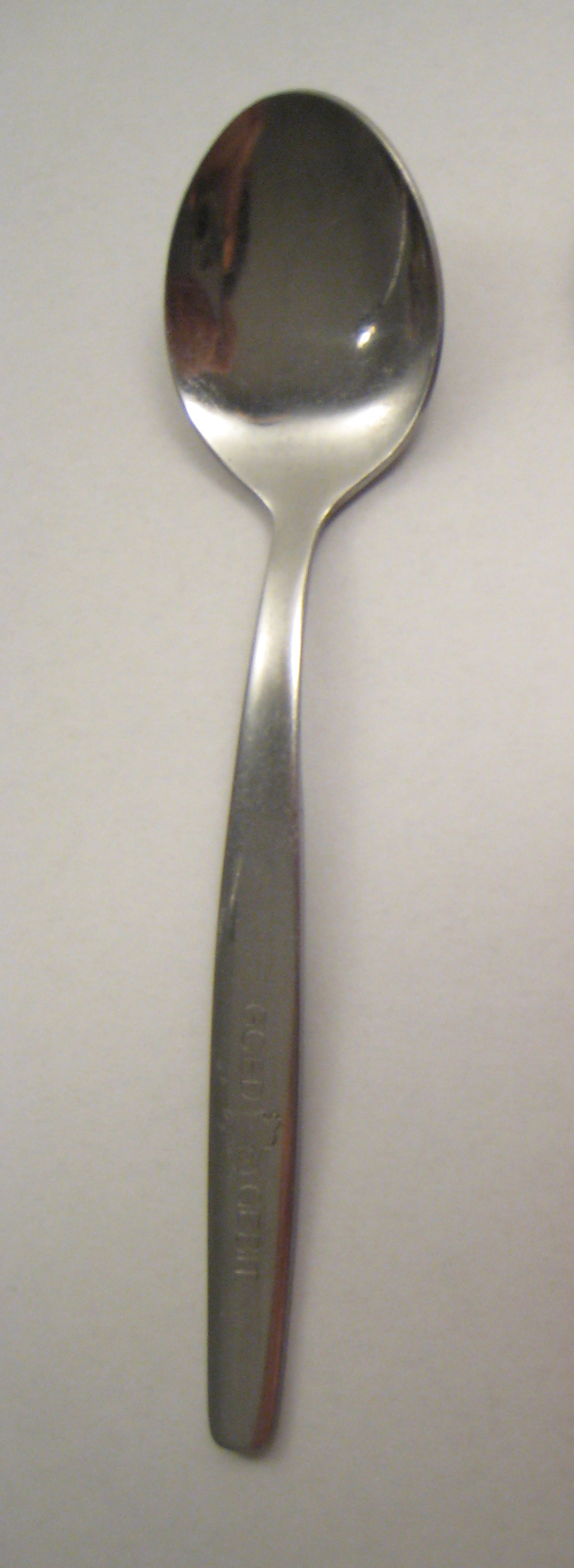
Cuillère à café.

La cuillère à café est un couvert de table servant à remuer le sucre ou tout autre produit sucrant se présentant sous forme de poudre ou de liquide, tel que le miel, ou un succédané au sucre, pouvant se présenter lui-même en poudre ou en liquide, dans un petit récipient rempli d’une boisson généralement chaude comme le café, le thé, le chocolat, le lait, le vin chaud, l'eau, ou bien de yaourt, afin d’en faciliter la dissolution ou pour accélérer le refroidissement. Très voisine en forme et taille, elle se substitue aussi volontiers à la cuillère à dessert.
Dans des pays grands consommateurs de thé, comme l’Australie, le Canada, la Nouvelle-Zélande et le Royaume-Uni, cet ustensile est appelé « cuillère à thé » (teaspoon en anglais).

## Unité de mesure
Il s’agit ainsi d’une mesure habituellement utilisée en cuisine et en médecine.
Dans les recettes de cuisine, une « cuillère à café », souvent abrégée en « c. à c. », voire « c à c » (ou « cuillerée à café » — l’appellation préférée au Canada français est cuillérée —), désigne le contenu de cet ustensile dans le dosage de différents ingrédients ; dans tous les pays ayant adopté le système métrique, la contenance admise est de 5 ml de liquide.
Par convention, il y a trois cuillères à café dans une cuillère à soupe. De plus, lorsqu’on a affaire à des poudres, il faut distinguer la cuillère rase de la cuillère comble ; par convention encore, cette dernière est exactement le double de la première.
Dans le système des mesures anglo-saxonnes, l’usage d’autres systèmes d’unités conduit à admettre des contenances différentes :
- la cuillère à thé canadienne vaut 1⁄6 d’once liquide impériale, soit 4,735 ml ;
- la cuillère à thé impériale ou drachme (Imperial teaspoon), vaut 1⁄8 d’once liquide impériale, soit 3,551 ml ;
- la cuillère à thé américaine (U.S. teaspoon) vaut 1⁄6 d’once liquide US, soit 4,929 ml.

## Légende culinaire
La croyance selon laquelle une petite cuillère (on précise parfois en argent) glissée dans le goulot d’une bouteille de champagne permettrait d’en préserver les bulles rondes et l'effervescence sont tenaces, mais a été battue en brèche une fois pour toutes en 1995 par l’équipe physico-chimiste du Centre interprofessionnel des vins de Champagne. Ces chercheurs ont conclu, après avoir suivi un scrupuleux protocole de tests, que les cuillères étaient sans effet et que seul un bouchon hermétique pouvait permettre de conserver les précieuses bulles quelque temps.